# Јарина Чорногуз
Јарина Чорногуз (укр. Ярина Ярославівна Чорногуз; Кијев, 18. мај 1995) је украјинска песникиња, војна лекарка, добровољац, војни службеник и виши каплар Оружаних снага Украјине.

## Биографија

### Младост и образовање
Рођена је 18. маја 1995. у Кијеву. Унука је украјинског писца Олега Чорногуза.
Дипломирала је филологију и књижевност на Факултету хуманистичких наука Националног универзитета Кијево-могиљанске академије. Мастер студије је завршила 2019. године, а убрзо и обуку за болничарку.

### Каријера
Током 2010. била је активисткиња Грађанског покрета „Отпор”. Била је учесница Револуције достојанства, координаторка иницијативе „Пређи на украјински”, суорганизаторка пројекта „Језички маратон-25” и организаторка акције „Пролеће на граниту”. Као студент на мастер студијама, радила је и у издавачкој кући као преводилац књига са енглеског на украјински језик.
Придружила се украјинској војсци 2019. године као лекарка у добровољачком батаљону Хоспиталерс, радећи као лекар током рата у Донбасу. Њен дечко Никола Сорочук је убијен у борби 22. јануара 2020. у региону Талакивка, током рата. Након његове смрти постала је војник по уговору за Оружане снаге Украјине, служећи у 140. батаљону маринаца и извиђача.
Почетком 2020. године, украјински председник Володимир Зеленски дозволио је представницима сепаратистичких региона Луганска и Доњецка да се придруже новом савету који би саветовао о миру у Донбасу. Ову одлуку су неки Украјинци видели као давање легитимитета инвазије Русије на Украјину па је Чорногуз 13. марта започела самостални протест кампујући испред председничке канцеларије у Кијеву. У то време, због ширења Ковида 19, јавни протести су били илегални у Украјини. У року од неколико дана, петсто људи се придружило њеном протесту.
Године 2020. је објавила књигу How the War Circle Bends (укр. Як вигинається воєнне коло) са збирком поезије у слободном стиху о рововском ратовању, коју је написала током боравка на фронту у украјинској војсци.
Радила је у Донбасу када је започета инвезија Русије на Украјину 2022. Ратовала је у Попасној, Маријупољу и Бахмуту. Касније те године, заједно са још три украјинске војнице отпутовала је у Сједињене Америчке Државе да разговара са члановима Конгреса и апелује за више војних возила и опреме за Украјину.

### Приватни живот
Има ћерку Орисију. Године 2020. је објавила своју бисексуалну оријентацију.

### Награде и признања
Освојила је награду за своју збирку поезије How the War Circle Bends (укр. Як вигинається воєнне коло) на књижевном конкурсу 2020. године, у оквиру издавачке куће „Смолоскип”. Уврштена је на листу сто најутицајнијих жена Украјине, часописа „Фокус” 2021.
Добитница је Медаље за спасавање живота 19. маја 2022. и Медаље за војну службу Украјини 2. марта 2023. Номинована је за награду „Жене у уметности”, у категорији „Жене у књижевности”, 2023. Добитница је Националне награде Шевченко 5. марта 2024. за збирку поезије.